# Phalloniscus loyolai
Phalloniscus loyolai är en kräftdjursart som beskrevs av Zardo 1989. Phalloniscus loyolai ingår i släktet Phalloniscus och familjen Dubioniscidae. Inga underarter finns listade i Catalogue of Life.